# Микроливадо
Вижте пояснителната страница за други значения на Лаваница.
Микроливадо или Лабаница (гръцки: Μικρολίβαδο, катаревуса: Μικρολίβαδον, Микроливадон до 1927 година: Λαβάνιτσα, Лаваница) е село в Република Гърция, дем Гревена, област Западна Македония.

## География
Селото е разположено на 940 m надморска височина, на около 35 km югозападно от град Гревена, в източните части на планината Пинд.

## История

### В Османската империя
Лабаница се споменава през 1691 година като село с 28 жители.
В края на XIX век Лабаница е християнско село в югозападната част на Гребенската каза на Османската империя. Според статистиката на Васил Кънчов („Македония. Етнография и статистика“) през 1900 година Лабаница е изцяло влашко село със 120 жители.
На Етнографската карта на Битолския вилает на Картографския институт в София от 1901 година Лабаница е чисто гръцко село в Гревенската каза на Серфидженския санджак с 15 къщи.
Според статистика на Серфидженския санджак на гръцкото консулство в Еласона от 1904 година в Лабаница (Λαμπάνιτσα), Гревенска каза, живеят 85 гърци елинофони християни.

### В Гърция
През Балканската война в 1912 година в селото влизат гръцки части и след Междусъюзническата в 1913 година Лабаница влиза в състава на Кралство Гърция.
През 1927 година името на селището е сменено на Микроливадон.
През Втората световна война селото пострадва значително. За да избегнат Гражданската война през 1947 година много от жителите му се изселват в село Мегало Кефаловрисо, близо до град Трикала в Тесалия, откъдето се завръщат през 1950 година.
Населението се занимава главно със скотовъдство.
Основната селска църква „Свети Георги“ е построена през 1950-те години. Западно от селото се намира параклисът „Света Богородица“, който отбелязва храмовия си празник на 15 август. Сградата на селското училище, издигната през 1931 година, се превръща постепенно в етнографски музей.
Годишният селски събор се провежда на 23 април.
| Име    | Име    | Ново име | Ново име | Описание                  |
| ------ | ------ | -------- | -------- | ------------------------- |
| Казани | Καζάνι | Килома   | Κοίλωμα  | местност И от Микроливадо |

| Година    | 1913 | 1920 | 1928 | 1940 | 1951 | 1961 | 1971 | 1981 | 1991 | 2001 | 2011 | 2021 |
| --------- | ---- | ---- | ---- | ---- | ---- | ---- | ---- | ---- | ---- | ---- | ---- | ---- |
| Население | 93   | 88   | 138  | 164  | 124  | 127  | 98   | 113  | 77   | 43   | 56   | 26   |